# Franck Dja Djédjé
Franck Dja Djédjé (2 de junho de 1986) é um futebolista profissional marfinense que atua como atacante.

## Carreira
Franck Dja Djédjé representou a Seleção Marfinense de Futebol, nas Olimpíadas de 2008. 